# Заплавный, Сергей Алексеевич
Сергей Алексеевич Заплавный (12 мая 1942 — 21 июня 2023) — русский советский писатель, прозаик, публицист и поэт. Член Союза журналистов СССР (с 1963 года) и Союза писателей СССР (с 1974 года). Секретарь Правления Союза писателей России с 1999 года. Почётный гражданин Томска (2018).

## Биография
Родился 12 мая 1942 года в Чимкенте Казахской ССР.
С 1959 по 1964 год обучался на историко-филологическом факультете Томского государственного университета, ещё обучаясь в университете был ответственным секретарём университетской многотиражки «За советскую науку». С 1965 по 1969 год работал литературным сотрудником томской областной газеты «Красное знамя». С 1969 по 1973 год — редактор газеты «Молодой ленинец». С 1973 по 1976 год — старший редактор Западно-Сибирского книжного издательства, в дальнейшем работал на Томском телевидении, где являлся автором и ведущим цикла телепередач «Рассказы о Томске». В 1989 году С. А. Заплавный выступил в открытом письме «Отнятое право» в еженедельнике «Литературная Россия» о получении города Томска статуса исторического города, благодаря чему в областной печати появилась постоянная рубрика «Быть ли Томску городом историческим», были написаны официальные запросы в Министерство культуры РСФСР, и наконец в 1990 году Томском этот статус был получен.
Член Союза журналистов СССР с 1963 года, член Союза писателей СССР с 1974 года. С 1999 года — секретарь Правления Союза писателей России. В 1960 году из под пера С. А. Заплавного вышли первые литературные произведения поэтическое «Первая борозда» и рассказ «Первое свидание», опубликованные в газете ТГУ «За советскую науку». В 1964 году его произведения вышли в поэтическом сборнике «Эхо», выпущенного в Томском областном книжном издательстве с предисловием к книге выступил поэт Илья Фоняков. В 1966 году вышла поэтическая книга «Ступень» и в 1968 году «Весна сбывается»
выпущенные в Западно-Сибирском книжном издательстве. В 1969 году был участником V Всесоюзного совещания молодых
писателей в Москве на семинаре поэта Бориса Ручьёва. В 1973 году из под пера писателя вышла повесть «Музыкальная зажигалка» и повесть «Марейка», выпущенная издательством «Молодая гвардия», предисловие к книге было дано известным писателем Виктором Астафьевым. В 1975 году вышла повесть «Земля с надеждой», за эту книгу Заплавный был удостоен Премии Томского областного комитета комсомола. В дальнейшем вышли такие книги как «Рассказы о Томске» (1980), поэтический сборник «Полдень» (1983), повесть «Узоры» (1984). В 1986 году издательством «Политиздат» была выпущена повесть «Запев». В 1990 году вышел роман «Укрепи мою память». В 1997, в 2002 и в 2004 году вышли три тома произведений о Томске и в 2010 году роман «Мужайтесь и во-
оружайтесь!».
Произведения Сергей Заплавного печатались в различных литературно-художественных газетах и журналах, таких как: «Литературная газета», «Наш современник», «Литературная Россия», «Молодая гвардия», «Неделя», «Советская культура», «Сибирские огни», «Сельская молодежь», «Урал», «Смена», «Вокруг света». С. А. Заплавный является автором свыше двадцати шести прозаических и поэтических произведений издававшихся общим тиражом свыше 1 миллиона 375 тысяч экземпляров. Некоторые произведения были переведены на немецкий, болгарский и латышский языки. Согласно рейтингу еженедельника «Литературная Россия» Сергей Заплавный входит в число «50 ведущих писателей России» и «50 ведущих писателей Сибирского Федерального округа» пишущих на исторические темы".
Скончался 21 июня 2023 года на 82-м году жизни.

## Оценки творчества
Известный писатель Валентин Распутин так оценивал место Сергея Заплавного в литературе: 

…В книгах своих он писатель-историк, писатель-краевед и всегда писатель-патриот. Его «Рассказы о Томске» — художественная и увлекательная энциклопедия родного города, написанная изящно и исследовательски глубоко, которой пользуются и будут еще пользоваться долго. Отличительная черта этой книги в ряду краеведческой литературы – промыслительная и духовная неизбежность, вместе с исторической, появления и расцвета одной из важных российских крепостей на востоке страны.
В художественных книгах, которые я знаю (в повести «Марейка» и романе «Укрепи мою память»), Сергей Заплавный показывает себя мастером тонкого и психологического письма с сибирским привкусом, как это и должно быть по месту его жительства, и национальной пропитанностью, как это и должно быть по духу предков. Помимо идеологических расхождений, российские литераторы в последние десять лет распались в патриотическом своем крыле на две части. Одна под тяжестью новых условий, когда ее таланты оказались невостребованными, ушла в молчаливую оборону; вторая, более активная и несмирившаяся, вооружилась запасом тех знаний и наук, которые в другое время могли показаться второстепенными и которые необходимо потребовались для защиты отечественных ценностей. Это традиция нашей литературы – художник и философ в одном лице – традиция, к сожалению, в 20-м веке призасохшая, а теперь явившаяся в новом качестве. Сюда, в отряд расширивших и углубивших свой творческий диапазон писателей, я зачисляю и Сергея Заплавного»
Поэт Аржан Адаров об исторической трилогии Сергея Заплавного «Клятва Тояна»: «Роман дает возможность автору показать не только Сибирь, но и всю Россию семнадцатого века, начиная с царских палат и кончая жизнью казаков, крестьян, жителей городских посадов. Он дает почувствовать, как закладывался фундамент евразийства, рождалось такое привычное ныне понятие сибиряк… Умело построен сюжет, тонко описана природа. Чувствуется рука мастера, знание мудреца, душа поэта. Это заметное явление в русской, сибирской литературе».

## Награды
- Почётный гражданин Томска (Решение Думы Города Томска от 06.02.2018 № 753)[8]

### Премия
- Премия журнала «Молодая гвардия» (1980 — за очерк «Два дома»)
- Лауреат Всероссийской литературной премии имени В. Я. Шишкова (2012)
- Лауреат премии Н. М. Карамзина («Карамзинский крест») (2013)